# Michael Sandhofer
Michael Sandhofer (* 7. Juli 1907 in Purbach am Neusiedler See; † 25. September 1984 ebenda) war ein österreichischer Politiker (ÖVP) und Landwirt in Purbach und von 1949 bis 1960 Abgeordneter zum Burgenländischen Landtag.

## Leben
Sandhofer wurde als Sohn des Landwirts Matthias Sandhofer aus Purbach geboren und besuchte die Volks- und Bürgerschule Kapuvár beziehungsweise Eisenstadt. Beruflich war Sandhofer als Landwirt tätig. Er wurde 1957 zum Ökonomierat ernannt. Sandhofer begründete den Reichsbund der Katholischen Jugend mit und war bis 1933 dessen Obmann.
Während des Zweiten Weltkriegs wurde Sandhofer zwischen 1940 und 1945 in die deutsche Wehrmacht eingezogen.
Sandhofer war verheiratet.

## Politik
Ab 1935 war er als Gemeinderat in Purbach aktiv, wurde 1933 zum Ortsparteiobmann der Christlichsozialen Partei gewählt und führte zwischen 1933 und 1938 die Vaterländische Front in Purbach an. 
Nach dem Ende des Krieges war Sandhofer ab 1945 Mitglied der ÖVP und wurde erneut Gemeinderat. Zwischen 1950 und 1962 hatte er das Amt des Bürgermeisters von Purbach inne. Er war zudem von 1947 und 1958 Kammerrat in der Burgenländischen Landwirtschaftskammer und zwischen 1949 und 1971 Obmann der Raiffeisen- und Lagerhausgenossenschaft Eisenstadt und Umgebung. 